# Kanton Saint-Malo-2
Der Kanton Saint-Malo-2 (bretonisch Kanton Sant-Maloù-2) ist seit 2015 ein französischer Wahlkreis im Arrondissement Saint-Malo, im Département Ille-et-Vilaine und in der Region Bretagne; sein Hauptort ist Saint-Malo.

## Geschichte
Der Kanton entstand 2015 mit der Neuordnung der Kantone in Frankreich. Die Gemeinden gehörten früher zu den Kantonen Dinard (alle 6 Gemeinden) und Saint-Malo-Sud (1 Gemeinde + Teile von Saint-Malo).

## Lage
Der Kanton Saint-Malo-2 liegt im Nordwesten des Départements Ille-et-Vilaine.

## Gemeinden
Der Kanton besteht aus 8 Gemeinden und Gemeindeteilen mit insgesamt 45.690 Einwohnern (Stand: 1. Januar 2022) auf einer Gesamtfläche von 84,10 km²:
| Gemeinde                | Gallo         | Bretonisch           | Einwohner (2022) | Fläche (km²) | Code postal | Code Insee |
| ----------------------- | ------------- | -------------------- | ---------------- | ------------ | ----------- | ---------- |
| Dinard                  | Dinard        | Dinarzh              | 10.407           | 7,84         | 35800       | 35093      |
| La Richardais           | La Richardaè  | Kerricharzh-an-Arvor | 2.624            | 3,14         | 35780       | 35241      |
| Le Minihic-sur-Rance    | Le Minihi     | Minic'hi-Poudour     | 1.499            | 3,91         | 35870       | 35181      |
| Pleurtuit               | Ploertut      | Pleurestud           | 7.064            | 29,67        | 35730       | 35228      |
| Saint-Briac-sur-Mer     | Saent-Beriac  | Sant-Briag           | 2.228            | 8,06         | 35800       | 35256      |
| Saint-Jouan-des-Guérets | Saent-Jóan    | Sant-Yowan-an-Havreg | 2.816            | 9,24         | 35430       | 35284      |
| Saint-Lunaire           | Saent-Lunaèrr | Sant-Luner           | 2.647            | 10,27        | 35800       | 35287      |
| Saint-Malo              | Saent-Malo    | Sant-Maloù           | 16.405           | 11,97        | 35400       | 35288      |
| Kanton Saint-Malo-2     | Saent-Malo-2  | Sant-Maloù-2         | 45.690           | 84,10        | –           | 3526       |

1. ↑  Nur der südliche Teil der Gemeinde, der Rest gehört zum Kanton Saint-Malo-1.

## Politik
Im 1. Wahlgang am 22. März 2015 erreichte keines der drei Wahlpaare die absolute Mehrheit. Bei der Stichwahl am 29. März 2015 gewann das Gespann Nicolas Belloir/Sophie Guyon (beide Union de la droite) gegen Christine Hervé/Michel Penhouet (beide Union de la gauche) mit einem Stimmenanteil von 53,00 % (Wahlbeteiligung:50,10 %).
| Vertreter im conseil général des Départements | Vertreter im conseil général des Départements | Vertreter im conseil général des Départements |
| Amtszeit                                      | Name                                          | Partei                                        |
| --------------------------------------------- | --------------------------------------------- | --------------------------------------------- |
| 2015–2021                                     | Nicolas Belloir Sophie Guyon                  | LR DVD                                        |
| 2021–                                         | Céline Roche Arnaud Salmon                    | DVD                                           |